# Station Świdnica Miasto
Station Świdnica Miasto is een spoorwegstation in de Poolse plaats Świdnica.